# Franklin Hobbs
Franklin Warren Hobbs, IV, ameriški veslač, * 30. julij 1947, Manchester, Massachusetts.
Hobbs je starejši brat Billa Hobbsa. Za ZDA je nastopil na Poletnih olimpijskih igrah 1968 in 1972. 
V Mexico Cityju je v osmercu osvojil šesto mesto, v Münchnu pa v isti disciplini srebrno medaljo.